# カルロ・ムニエル

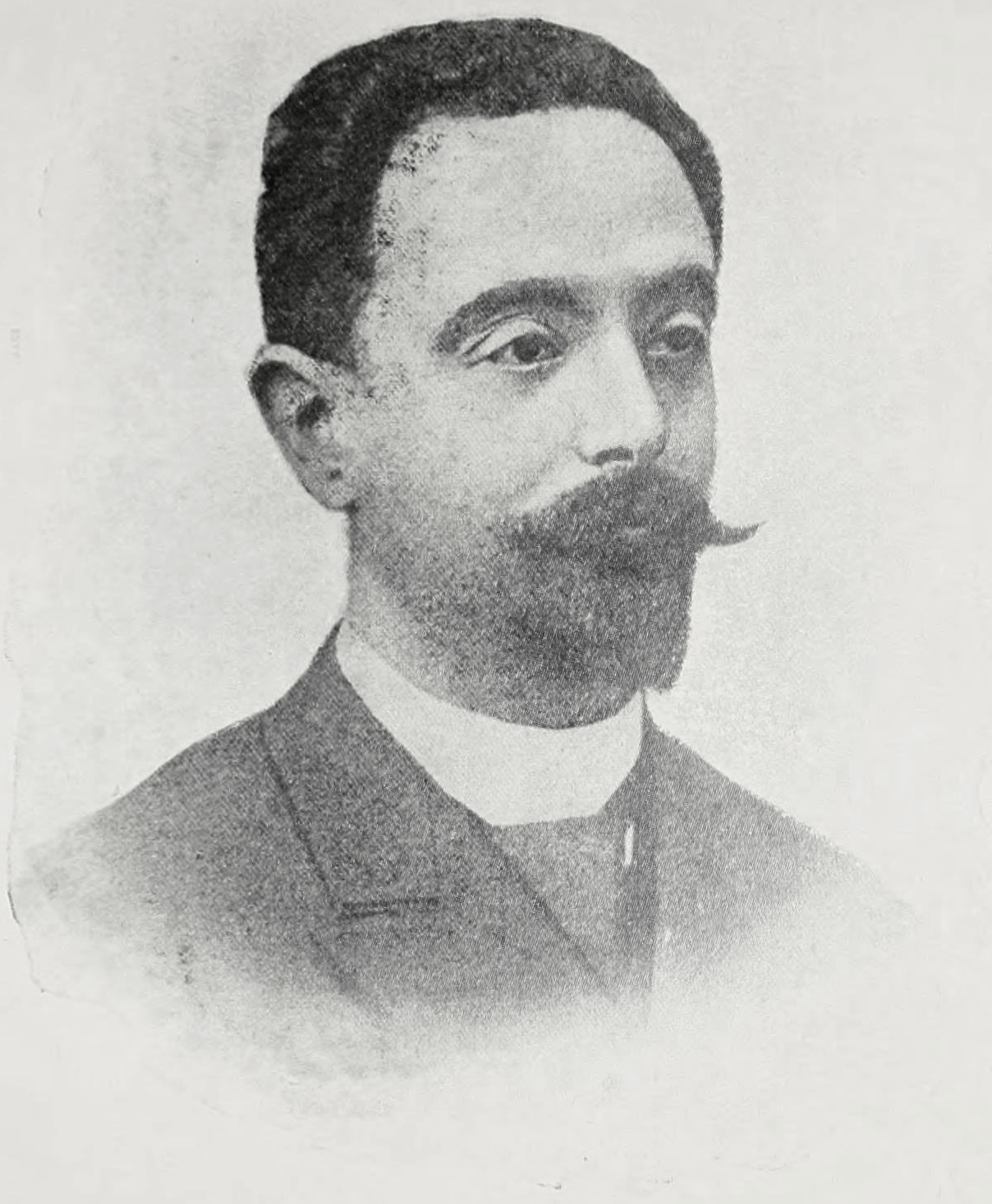
カルロ・ムニエル

カルロ・ジェンナーロ・パスクワーレ・ムニエル（Carlo Gennaro Pasquale Munier 、1859年7月15日 - 1911年2月10日）は、イタリアのマンドリン奏者、作曲家。それまでワルツ・セレナーデ・行進曲のような軽音楽の分野に限られていたマンドリンを、クラシック音楽の楽器として認知させるよう尽力し、マンドリン復興の祖と評価されている。

## 生涯

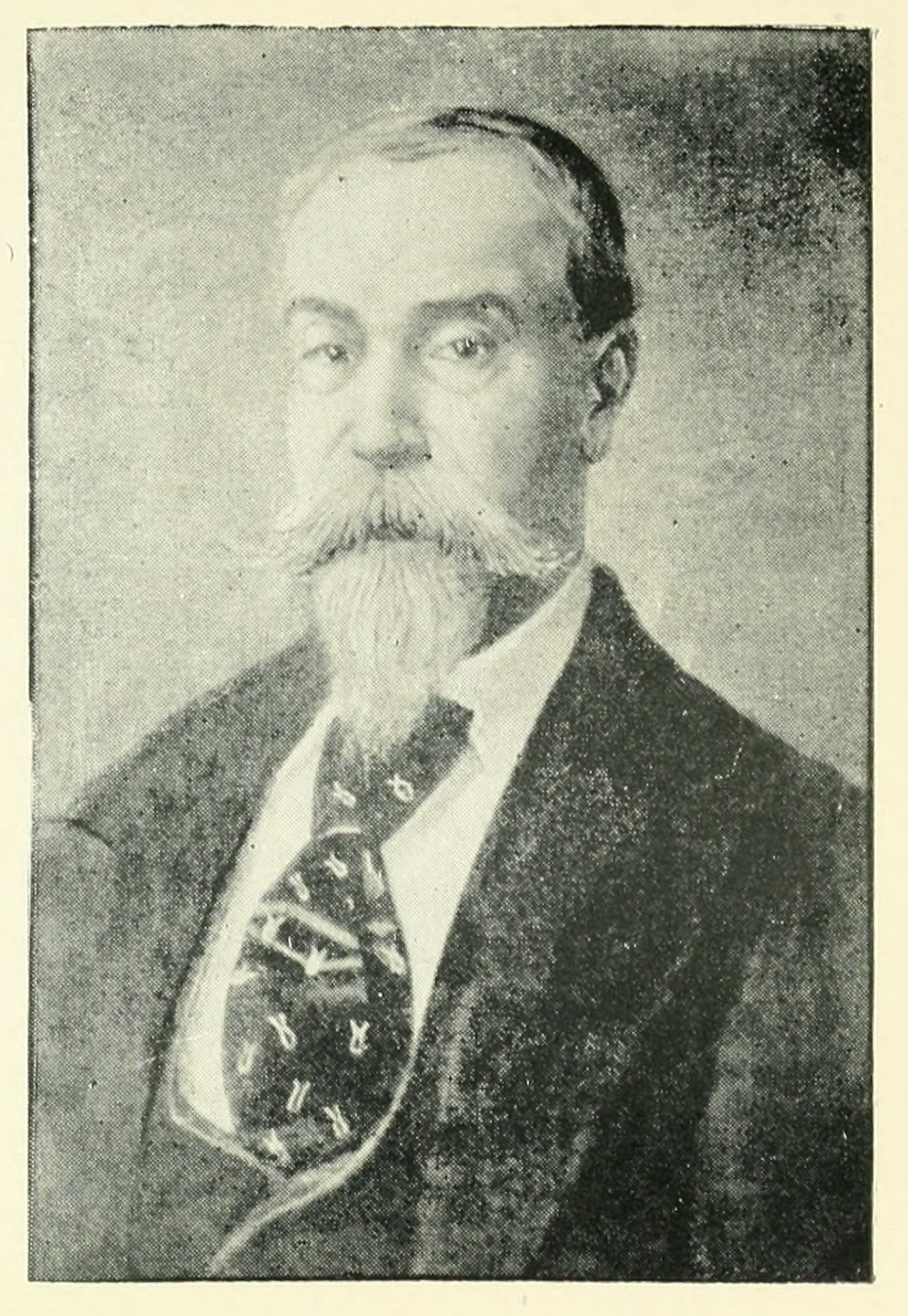
パスクワーレ・ヴィナッチャ

ナポリ出身。幼くして父母を喪い、母方の祖父であるパスクワーレ・ヴィナッチャに養育された。ヴィナッチャ家は18世紀前半から続く弦楽器製作メーカーとして知られており、パスクワーレはマンドリンに技術的な改変を加え、モダンマンドリンの祖の一人とみなされている。ムニエルはヴィナッチャ家の人々からマンドリンの演奏を教わり、作品の『マンドリンとギターのための3つのマズルカ』はおじのジェンナーロに捧げられている。
最初に音楽の手ほどきを受けたヴィナッチャ家の工房で成長したムニエルは、1869年にリコルディより『マンドリン教則本』を出版したナポリの音楽家カルミネ・デ・ラウレンティイスからマンドリンとギターのレッスンを受けた。15歳の時にナポリ音楽院に入学し、ピアノ・和声・作曲を学び、19歳で卒業した。卒業後はナポリで演奏会を開くようになり、また最初の作品が出版された。それは『椿姫』と『清教徒』を2つのマンドリン、マンドラ、ピアノの四重奏に編曲したもので、後者はイタリア王妃マルゲリータに献呈された。
22歳の時にフィレンツェに移り、そこで後半生を過ごすこととなった。フィレンツェではすぐにヴィルトゥオーソとしての名声を確立し、またマンドリン・ギター教室を開いた。著名な生徒には前出のイタリア王妃マルゲリータがいる。1890年に第1・第2マンドリン、マンドラ、マンドリュートからなるマンドリン四重奏団を結成し、イタリア全土で演奏活動を行った。その結果この形態のアンサンブルが一般化することとなった。1892年に四重奏団は著名なヴァイオリニストのカミッロ・シヴォリが主催するジェノヴァ国際コンクールで一等賞を獲得し、さらに自作の『協奏曲ト長調』をもって作曲・演奏の両方で金賞を獲得した。1909年10月、ヴィットーリオ・エマヌエーレ3世の前で『序曲ニ長調』はじめ自作の演奏を行い、賞賛の言葉を受けた。
1910年にマルセイユとアントウェルペンまで演奏旅行を行ったが、フィレンツェに戻った直後に病にかかり死去した。

## 作品
ムニエルは多作の作曲家で、作品表には350を超える出版作品がある。少数の例外を除いて作品はマンドリンとギターのために書かれている。またマンドリンのための教則本も出版している。

## 家族
出典：
- 祖父：パスクワーレ・ヴィナッチャ（Pasquale Vinaccia, 1806-1882）
- 父：ヴィンチェンツォ・ムニエル（Vincenzo Munier, c.1831-c.1861）
- 母：ローザ・ヴィナッチャ（Rosa Vinaccia, c.1830-c.1861）

1884年に結婚した最初の妻ルイーザ（Luisa Camis de Fonesca, 1860-1894）は若くして亡くなり、ムニエルは『悲歌 Op.148』を捧げている。ルイーザとの間には生後2か月で夭折した長男ロベルト（Roberto Munier, 1885/6/1-1885/7/30）と長女エレーナ（愛称：ネリー、Elena Munier "Nelly", 1886-1973）が生まれている。
最初の妻ルイーザが1894年に没した後、1898年に2番目の妻アルミーダ（Armida Bastianini, 1861-?）と再婚。アルミーダとの間には次女ルイーザ（愛称：ルイジーナ、Luisa Munier "Luisina", 1899-1929）が生まれている。
長女エレーナは、ムニエルの叔母（母ローザの姉妹）エンリケッタ（Enrichetta Vinaccia, c.1833-c.1913）の息子（ムニエルにとっては従兄弟）であるアルベルト・アヴェータ（Alberto Aveta, 1884-?）と結婚し、その子孫が現在まで続いている。次女ルイーザも1928年に結婚しているが、翌1929年に没していて夫との間に子はいなかった。